# 카리브 제도의 HIV/AIDS
카리브해는 HIV/AIDS의 영향을 두 번째로 많이 받는 지역으로 꼽힌다. 2009년 카리브해에서 24만명의 성인 인구 중 1%가 모두 후천면역결핍증후군에 감염되어 살아가고 있는 것으로 보고되어 사하라 이남 아프리카를 제외한 모든 지역보다 감염률이 높은데, 감염률이 높은 이유에는 카리브해의 빈곤, 성 관광과 사회 낙인 등이 있다. 그러나 다른 국가들의 도움으로 HIV 감염률은 2001년에서 2012년까지 49%를 감소했다.
월드 팩트북은 바하마의 HIV 감염률이 3.3%로 아프리카를 제외한 세계에서 가장 높다고 보도했다.

## 개요
HIV가 언제 카리브해로 넘어왔는지는 불명확하지만, 1970년대에 카리브해에 HIV가 전염되었다는 것이 가능성이 가장 높다고 평가된다. 1982년 자메이카에서 공식적으로 첫 번째 HIV 감염자가 생겼고, 이후 트리니다드 토바고의 동성애자 8명이 감염되었다. 전염 초기에는 여성보다 남성이 많이 감염되었다. 하지만, 1985년이 되자 더 이상 에이즈는 동성애자나 양성애자만이 걸리는 질병이 아닌, 일반 사람들도 감염되는 일반적인 인구 문제가 되었다. 주로 카리브해에서 HIV에 감염되는 방법은 다른 지역과 달리 이성애자 간 전염으로 확인되었으며, 이후 여성들 사이에서 전염이 시작되고 남성보다 더 많이 감염되었다. 현재 카리브해는 사하라 이남 아프리카와 함께 여성이 남성보다 많이 HIV에 감염된 지역으로 확인되었다.
카리브해에서 HIV는 15~44세에서 주요 사망 원인이며, 2001년과 2002년 사이에는 새 감염이 약간 감소했다. 현재 감염률이 2%를 넘는 국가는 바하마와 벨리즈이며, 자메이카와 아이티는 1.8%, 트리니다드 토바고는 15.%로 추정되었다. 가이아나와 수리남은 1.1%, 바베이도스는 0.9%이었고, 도미니카 공화국은 0.7%, 쿠바는 0.2%로 가장 낮은 감염률은 가지고 있다. 카리브해에서 에이즈가 유행하는 이유로는 빈곤과 성 관광, 사회 낙인 등이 꼽힌다.

## 원인
카리브해에서 HIV가 전염되는 주 이유는 많은 사람들의 가난, 문맹과 제한된 교육, 실업, 성 불평등이 있고, HIV는 국가의 교육을 방해하여 질병을 확산시킨다. 또한 정부의 약한 대응은 비효율적인 프로그램을 생산하여 단체에서 지원한 자금을 낭비할 수 있다. 그리고 일부 국가의 정책들은 HIV 감염자를 공식적으로 차별하여 감염자와 감염자의 가족에게 피해를 주기도 한다. 

## 감염 위험군

### 여성
젠더들은 HIV 전염에 큰 역할을 하며, 카리브해에서는 남성보다 여성이 더 많이 감염되어 카리브해에서 젠더들은 HIV 전염에 더 큰 영향을 미친다. 이 여성들은 주로 24~44세이며, 개발도상국에서 이러한 여성들은 치료가 남성에 비해 불리하다고 평가된다. 여성들은 주로 성폭력으로 HIV에 감염되는데, 여성들은 여자 아이 때부터 보호받지 못한 성교 중에는 남성보다 여성이 많이 감염된다. 이 이유는 정액이 질 분비물보다 HIV 농도가 높기 때문이다. 또한 나이든 남성과 젊은 여성 간의 성관계가 많기 때문에 소년보다 소녀가 HIV에 더 많이 감염되어 있는 이유를 알 수 있다.

### 동성애자 남성
카리브해에서는 다른 지역과 마찬가지로 남성과 성교하는 남성(MSM) HIV 감염자가 많은 것으로 확인되었지만, 현재 자료는 부족하다. 1997년 도미니카 공화국에서 MSM 사이 전염은 전체 전염의 11.7%, 자메이카는 33.6%로 다양하다. 남성간 HIV 전염은 이미 카리브해에서도 전염의 주요 원인임을 인식했지만, 아직도 일부 국가들은 MSM간 HIV 전염에 대한 자료를 비공개로 유지했다. 카리브해의 국가들은 동성애를 불법으로 여겨 HIV 전염을 줄이려고 노력했지만, 이것은 사회 낙인을 초래하며 사회 낙인 또한 HIV 전염의 이유 중 하나이다. 트리니다드 토바고에서는 MSM 중의 5분의 1이 모두 HIV에 감염된 것으로 확인되었으며, 이 중 4분의 1은 여성과도 성관계를 가진 것으로 답변했는데, 이러한 남성들은 여성과 성관계를 갖는 이유를 사회 낙인과 같은 차별 때문에 자신의 성 생활을 숨기고 여성과도 성관계를 맺는 것이라 답했고, 이러한 행동은 게이들의 HIV가 일반 사람들에게 전염될 수 있는 바탕을 만들었다.

## 같이 보기
- 후천면역결핍증후군